# Championnat du Congo de football 1989
Navigation
Saison précédente Saison suivante
La saison 1989 du Championnat du Congo de football est la vingt-septième édition de la première division congolaise, la MTN Ligue 1. Les douze équipes sont regroupées au sein d'une poule unique, où chaque équipe affronte tous les adversaires de sa poule deux fois, à domicile et à l'extérieur. En fin de saison, le dernier du classement est relégué tandis que l'avant-dernier doit disputer un barrage de promotion-relégation face au 2e de D2.
C’est l'Étoile du Congo qui remporte la compétition cette saison, après avoir terminé en tête du classement final, avec un seul point d'avance sur le tenant du titre, l'Inter Club et quatre sur Sucosport Nkayi. C’est le huitième titre de champion du Congo de l’histoire du club.

## Qualifications continentales
Le champion du Congo se qualifie pour la Coupe des clubs champions africains 1990 tandis que le vainqueur de la Coupe du Congo obtient son billet pour la Coupe des Coupes 1990. Si un club réussit le doublé Coupe-championnat, c’est le finaliste de la Coupe qui participe à la Coupe des Coupes.

## Les clubs participants
| - Diables noirs de Brazzaville - Inter Club Brazzaville - Étoile du Congo - CARA Brazzaville - Kahounga FC - Promu de D2 - EPB Pointe-Noire | - AC Léopards - Petrosport Pointe-Noire - AS Cheminots Pointe-Noire - Patronage Sainte-Anne - Kronembourg FC - Sucosport Nkayi |

## Compétition

### Classement
Le barème utilisé pour établir le classement est le suivant :
- Victoire : 2 points
- Match nul : 1 point
- Défaite, forfait ou abandon : 0 point

| Rang | Équipe                        | Pts | J  | G | N | P | Bp | Bc | Diff |
| ---- | ----------------------------- | --- | -- | - | - | - | -- | -- | ---- |
| 1    | Étoile du Congo               | 31  | 22 |   |   |   |    |    |      |
| 2    | Inter ClubT                   | 30  | 22 |   |   |   |    |    |      |
| 3    | Sucosport Nkayi               | 27  | 22 |   |   |   |    |    |      |
| 4    | CARA Brazzaville              | 25  | 22 |   |   |   |    |    |      |
| 5    | Diables noirs de BrazzavilleC | 25  | 22 |   |   |   |    |    |      |
| 6    | Patronage Sainte-Anne         | 23  | 22 |   |   |   |    |    |      |
| 7    | Petrosport Pointe-Noire       | 19  | 22 |   |   |   |    |    |      |
| 8    | EPB Pointe-Noire              | 19  | 22 |   |   |   |    |    |      |
| 9    | Kahounga FCP                  | 19  | 22 |   |   |   |    |    |      |
| 10   | AS Cheminots Pointe-Noire     | 18  | 22 |   |   |   |    |    |      |
| 11   | Kronembourg FC                | 17  | 22 |   |   |   |    |    |      |
| 12   | AC Léopards                   | 11  | 22 |   |   |   |    |    |      |

|  | Qualification pour la Coupe des clubs champions africains 1990                        |
|  | Qualification pour la Coupe des Coupes 1990                                           |
|  | Participation au barrage de promotion-relégation                                      |
|  | Relégation directe en deuxième division                                               |
|  | T : Tenant du titre C : Vainqueur de la Coupe du Congo P : Promu de deuxième division |

### Matchs

#### Barrage de promotion-relégation
| Équipe 1         | Résultat | Équipe 2       | Aller | Retour |
| ---------------- | -------- | -------------- | ----- | ------ |
| Kotoko Mfoa (D2) | 3 - 2    | Kronembourg FC | 1 - 1 | 2 - 1  |

- Kotoko Mfoa prend la place du Kronembourg FC au sein du championnat de première division.

## Bilan de la saison
| Championnat du Congo de football 1989    |                              |
| Champion                                 | Étoile du Congo (8e titre)   |
| Coupes et trophées                       |                              |
| Vainqueur de la Coupe du Congo 1989      | Diables noirs de Brazzaville |
| Qualifications continentales             |                              |
| Coupe des clubs champions africains 1990 | Étoile du Congo              |
| Coupe des Coupes 1990                    | Diables noirs de Brazzaville |
| Promotions et relégations                |                              |
| Promus en MTN Ligue 1                    | Elecsport Bouansa            |
| Promus en MTN Ligue 1                    | Kotoko Mfoa                  |
| Relégués en MTN Ligue 2                  | Kronembourg FC               |
| Relégués en MTN Ligue 2                  | AC Léopards                  |